# Grb Hercegovine
Grb Hercegovine, heraldički simbol Hercegovine. 
Djelo je Pavla Ritera Vitezovića iz 1701. godine. Čini ga štit crvene boje. Osnovica je zaobljena. Na štitu je do ramena gola desna ruka koja pokazuje (drži) svoje prebijeno koplje za rukohvat. Koplje nema gornji ubodni dio (šiljak), niti zastavice koja je ispod šiljka a nerijetko je na koplju. Žlijeb štita na Vitezovićevom bakrorezu ne prelazi preko ruke s prebijenim kopljem, nego, upravo ruka prelazi preko istog žlijeba. Inačicu grba poslije je napravio Hristofor Žefarović.
Grb se odnosi na državno-političku tvorevinu - na Hercegovinu koja je postojala 1448. – 1466. godine. Simbolu je prethodilo djelo Mavra Orbinija iz 1601. koji je bio u svezi s približnim teritorijem, no u svezi s tvorevinom Humskom Kneževinom, Humska zemlja (Chulmia) za koju se ne može sa sigurnošću reći da je bila država. Orbini je predmnijevao neku političku individualnost Humske oblasti u vremenu 1196. – 1326. godine. U vrelima nema snažne potvrde, tek pojedine dubrovačko-humske povelje i ugovori od konca 12. do sredine 18. stoljeća insinuiraju da postoje nekakve tradicije označavanja Huma u smislu nekakve posebne Humske Kneževine. Zbog neuobičajenih osobina grba: slomljeno koplje, koplje bez šiljka i zastavice, oružje na lijevoj strani, gola ruka, ruka predaje oružje i po svemu sudeći simbolizira da ju predaje vojnik pješaštva, a ne vojnik na konju, što sve simbolizira predaju ili vazalstvo. Zbog toga se smatra da se radi o fiktivnoj heraldici.
Grb je proklamiran je u isto vrijeme kad i bosanski grb 1878. godine, no nije službeno prihvaćen. Na tom grbu u crvenom polju gdje je iz desnog ruba izlazi gola ruka u prirodnoj boji držeći puknuto zlatno turnirsko koplje. Osnovu grba čine tzv. zemaljske boje, žuta i crvena. Postojala je i zastava koja je za razliku od službene bosanske zastave tog vremena (crveno-žuta dvobojka), u slučaju Hercegovine bila obratna rasporeda boja. Izbor boja je ciljan. Žuta je bila jedna od boja Monarhije koja je zaposjela BiH, a crvena je ukazivala na Osmansko Carstvo koje je nominalno bilo suvereno nad BiH.
Modificirani grb se pojavio poslije u grbu Grada Mostara dok je gradonačelnik bio Husaga Ćišić 1938. godine. Uzimalo se da polomljeno koplje simbolizira junaštvo. U novije vrijeme je u grbu Grada Gacka.